# Copa de Naciones Árabe 1992
La Copa de Naciones Árabe 1992 fue la sexta edición de este torneo de fútbol a nivel de selecciones nacionales organizado por la UAFA y que contó con la participación de 6 selecciones nacionales de África del Norte y el Medio Oriente, 5 menos que en la edición anterior.
Esta edición formó parte de los Juegos Pan-Árabes de 1992 y el campeón de las 4 ediciones anteriores Irak no participó en el torneo por la Guerra del Golfo.
Egipto venció a Arabia Saudita en la final disputada en Aleppo para ganar el título pos primera vez en su historia.

## Fase de grupos

### Grupo A
Todos los partidos se jugaron en Aleppo.
| Nación   | J | G | E | P | GF | GC | GD | Pts |
| -------- | - | - | - | - | -- | -- | -- | --- |
| Egipto   | 2 | 1 | 1 | 0 | 2  | 1  | +1 | 3   |
| Kuwait   | 2 | 1 | 0 | 1 | 4  | 2  | +2 | 2   |
| Jordania | 2 | 0 | 1 | 1 | 2  | 5  | -3 | 1   |

| Equipo 1 | Resultado | Equipo 2 |
| -------- | --------- | -------- |
| Egipto   | 1-1       | Jordania |
| Jordania | 1-4       | Kuwait   |
| Kuwait   | 0-1       | Egipto   |

### Grupo B
Todos los partidos se jugaron en la capital Damasco.
| Nación         | J | G | E | P | GF | GC | GD | Pts |
| -------------- | - | - | - | - | -- | -- | -- | --- |
| Arabia Saudita | 2 | 1 | 1 | 0 | 3  | 2  | +1 | 3   |
| Siria          | 2 | 0 | 2 | 0 | 1  | 1  | 0  | 2   |
| Palestina      | 2 | 0 | 1 | 1 | 1  | 2  | -1 | 1   |

| Equipo 1       | Resultado | Equipo 2       |
| -------------- | --------- | -------------- |
| Siria          | 1-1       | Arabia Saudita |
| Palestina      | 0-0       | Siria          |
| Arabia Saudita | 2-1       | Palestina      |

## Semifinales
| Equipo 1       | Resultado   | Equipo 2 |
| -------------- | ----------- | -------- |
| Egipto         | 0-0 (4-3 p) | Siria    |
| Arabia Saudita | 2-0         | Kuwait   |

## Tercer Lugar
| Equipo 1 | Resultado | Equipo 2 |
| -------- | --------- | -------- |
| Siria    | 1-2       | Kuwait   |

## Final
| Equipo 1 | Resultado | Equipo 2       |
| -------- | --------- | -------------- |
| Egipto   | 3-2       | Arabia Saudita |

## Campeón
| Copa de Naciones Árabe 1992 |
| --------------------------- |
| Bandera de Egipto           |
| Egipto 1º Título            |